# Dianne Wiest
Dianne Evelyn Wiest (Kansas City, 28 marzo 1948) è un'attrice statunitense, vincitrice di due Premi Oscar.

## Biografia
Inizialmente voleva fare la ballerina ma negli ultimi anni della scuola si appassiona alla recitazione in teatro. Il suo debutto cinematografico risale al 1980 in Amarti a New York ma continua a lavorare principalmente nei teatri studiando recitazione alla Università del Maryland che lascia al terzo anno per un tour con una compagnia Shakespeariana; lavora e studia quindi per il Long Wharf theatre nell'off-Broadway nel lavoro di Kurt Vonnegut Happy Birthday, Wanda June all'Arena Stage a Washington e in molti altri teatri con tour anche all'estero. Per le sue interpretazioni teatrali ha vinto un Theatre World Award, un Obie Award e un Clarence Derwent Award e ha lavorato con Tom Moore, James Earl Jones, John Lithgow, Christopher Plummer, Al Pacino e Marisa Tomei.
Nel 1990 recita in Edward mani di forbice di Tim Burton e l'anno successivo in Il mio piccolo genio di Jodie Foster, ma la sua carriera cinematografica comprende molti altri film come Pallottole su Broadway, con il quale vince il secondo Oscar alla miglior attrice non protagonista, un Golden Globe nella medesima categoria e ottiene l'acclamazione internazionale. Lavora anche saltuariamente per la televisione nel film Amori & incantesimi (1998) e nella miniserie Il magico regno delle favole (2000). Partecipa anche a In Treatment per cui vince nel 2008 un Emmy per la miglior attrice non protagonista in una serie drammatica. Dal 2000 al 2002 la Wiest ha interpretato anche il ruolo di Nora Lewin nella serie Law & Order. È stata inoltre una delle muse di Woody Allen recitando in La rosa purpurea del Cairo (1985), Hannah e le sue sorelle (1986), Radio Days (1987), Settembre (1987) e Pallottole su Broadway (1994) ed è l'unica attrice nella storia del cinema ad aver vinto entrambi gli Oscar sotto la direzione dello stesso regista.

## Filmografia

### Attrice

#### Cinema
- Amarti a New York (It's My Turn), regia di Claudia Weill (1980)
- Jean e Barbara. Un film da finire (I'm Dancing as Fast as I Can), regia di Jack Hofsiss (1982)
- Footloose, regia di Herbert Ross (1984)
- Innamorarsi (Falling in Love), regia di Ulu Grosbard (1984)
- La rosa purpurea del Cairo (The Purple Rose of Cairo), regia di Woody Allen (1985)
- Hannah e le sue sorelle (Hannah and Her Sisters), regia di Woody Allen (1986)
- Radio Days, regia di Woody Allen (1987)
- Ragazzi perduti (The Lost Boys), regia di Joel Schumacher (1987)
- Settembre (September), regia di Woody Allen (1987)
- Le mille luci di New York (Bright Lights, Big City), regia di James Bridges (1988)
- Cookie, regia di Susan Seidelman (1989)
- Parenti, amici e tanti guai (Parenthood), regia di Ron Howard (1989)
- Edward mani di forbice (Edward Scissorhands), regia di Tim Burton (1990)
- Il mio piccolo genio (Little Man Tate), regia di Jodie Foster (1991)
- Pallottole su Broadway (Bullets Over Broadway), regia di Woody Allen (1994)
- Poliziotti a domicilio (Cops and Robbersons), regia di Michael Ritchie (1994)
- Un colpo da campione (The Scout), regia di Michael Ritchie (1994)
- Piume di struzzo (The Birdcage), regia di Mike Nichols (1996)
- Funny Money - Come fare i soldi senza lavorare (The Associate), regia di Donald Petrie (1996)
- L'uomo che sussurrava ai cavalli (The Horse Whisperer), regia di Robert Redford (1998)
- Amori & incantesimi (Practical Magic), regia di Griffin Dunne (1998)
- Mi chiamo Sam (I Am Sam), regia di Jessie Nelson (2001)
- Guida per riconoscere i tuoi santi (A Guide to Recognizing Your Saints), regia di Dito Montiel (2006)
- L'amore secondo Dan (Dan in Real Life), regia di Peter Hedges (2007)
- Passengers - Mistero ad alta quota (Passengers), regia di Rodrigo García (2008)
- Synecdoche, New York, regia di Charlie Kaufman (2008)
- Rabbit Hole, regia di John Cameron Mitchell (2010)
- Un anno da leoni (The Big Year), regia di David Frankel (2011)
- L'incredibile vita di Timothy Green (The Odd Life of Timothy Green), regia di Peter Hedges (2012)
- Darling Companion, regia di Lawrence Kasdan (2012)
- The Humbling, regia di Barry Levinson (2014)
- Le sorelle perfette (Sisters), regia di Jason Moore (2015)
- Il corriere - The Mule (The Mule), regia di Clint Eastwood (2018)
- Lasciali parlare (Let Them All Talk), regia di Steven Soderbergh (2020)
- I Care a Lot, regia di J Blakeson (2020)
- Appartamento 7A (Apartament 7A), regia di Natalie Erika James (2024)

#### Televisione
- Un mondo senza tempo (The Simple Life of Noah Dearborn), regia di Gregg Champion – film TV (1999)
- Il magico regno delle favole (The 10th Kingdom), regia di David Carson e Herbert Wise – miniserie TV (2000)
- Law & Order - I due volti della giustizia (Law & Order) – serie TV, 46 episodi (2000-2002)
- Law & Order: Criminal Intent – serie TV, episodio 1x01 (2001)
- Law & Order - Unità vittime speciali (Law & Order: Special Victims Unit) – serie TV, episodi 3x10-4x01 (2001-2002)
- Merci Docteur Rey, regia di Andrew Litvack – film TV (2002)
- The Blackwater Lightship, regia di John Erman – film TV (2004)
- Catastrofe a catena (Category 6: Day of Destruction), regia di Dick Lowry – miniserie TV (2004)
- In Treatment – serie TV, 17 episodi (2008-2009)
- The Blacklist – serie TV, episodio 1x15 (2014)
- Life in Pieces – serie TV, 79 episodi (2015-2019)
- Mayor of Kingstown – serie TV, 10 episodi (2021-in corso)
- Only Murders in the Building – serie TV (2025)

### Doppiatrice
- Robots, regia di Chris Wedge (2005)

## Teatro
- Happy Birthday, Wanda June, di Kurt Vonnegut, regia di Michael J. Kane. Edison Theatre di Broadway (1970)
- The Prime of Miss Jean Brodie, di Jay Presson Allen, regia di Jon Jory. Actors Theatre di Louisville (1971)
- Solitaire/Double Solitaire, di Robert Anderson, regia di Arvin Brown. John Golden Theatre di Broadway (1971)
- Agamennone, di Eschilo, regia di Andrei Serban. Delacorte Theatre di New York (1977)
- Agnese di Dio, scritto e diretto da John Pielmeier. Eugene O'Neill Theater Center di Waterford (1979)
- Frankenstein, di Victor Giallanella, regia di Tom Moore. Palace Theatre di Broadway (1981)
- Otello, di William Shakespeare, regia di Peter Coe. Winter Garden Theatre di Broadway (1982)
- Beyond Therapy, di Christopher Durang, regia di John Madden. Brooks Atkinson Theatre di Broadway (1982)
- Ivanov, di Anton Čechov, regia di John Madden. Williamstown Theatre Festival di Williamstown (1983)
- Les Liaisons Dangereuses, di Christopher Hampton, regia di John Rubinstein. Williamstown Theatre Festival di Williamstown (1988)
- In the Summer House, di Jane Bowles, regia di JoAnne Akalaitis. Vivian Beaumont Theatre di Broadway (1993)
- Salomè, di Oscar Wilde, regia di Estelle Parsons. Ethel Barrymore Theatre di Broadway (2003)
- Il gabbiano, di Anton Čechov, regia di Viacheslav Dolgachev. Classic Stage Company di New York (2008)
- Erano tutti miei figli, di Arthur Miller, regia di Simon McBurney. Gerald Schoenfeld Theatre di Broadway (2009)
- Il giardino dei ciliegi, di Anton Čechov, regia di Andrei Balgrader. Classic Stage Company di New York (2011)
- Giorni felici, di Samuel Beckett, regia di James Bundy. Yale Repertory Theatre di New Haven (2018) e Mark Taper Forum di Los Angeles (2019)

## Riconoscimenti
- Premio Oscar

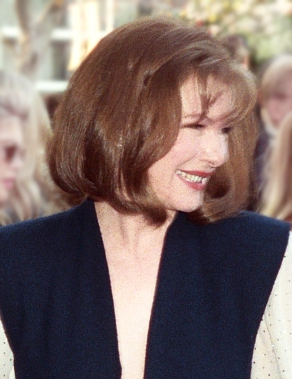
Dianne Wiest ai Premi Oscar 1990

  - 1987 – Miglior attrice non protagonista per Hannah e le sue sorelle
  - 1990 – Candidatura alla miglior attrice non protagonista per Parenti, amici e tanti guai
  - 1995 – Miglior attrice non protagonista per Pallottole su Broadway
- Golden Globe
  - 1987 – Candidatura alla miglior attrice non protagonista per Hannah e le sue sorelle
  - 1990 – Candidatura alla miglior attrice non protagonista per Parenti, amici e tanti guai
  - 1995 – Miglior attrice non protagonista per Pallottole su Broadway
  - 2009 – Candidatura alla miglior attrice non protagonista in una serie per In Treatment
- BAFTA
  - 1988 – Candidatura alla miglior attrice non protagonista per Radio Days
- Premio Emmy
  - 1997 – Miglior attrice ospite in una serie drammatica per La strada per Avonlea
  - 1999 – Candidatura alla miglior attrice non protagonista per una miniserie o film TV per Un mondo senza tempo
  - 2008 – Miglior attrice non protagonista in una serie drammatica per In Treatment
  - 2009 – Candidatura alla miglior attrice non protagonista in una serie drammatica per In Treatment
- Screen Actors Guild Award
  - 1995 – Miglior attrice non protagonista cinematografica per Pallottole su Broadway
- Theatre World Award
  - 1980 – Miglior attrice per The Art of Dining

## Doppiatrici italiane
Nelle versioni in italiano delle opere in cui ha recitato, Dianne Wiest è stata doppiata da:
- Melina Martello ne L'amore secondo Dan, L'incredibile vita di Timothy Green, The Blacklist, I Care a Lot, Mayor of Kingstown
- Angiola Baggi in Settembre, Parenti, amici e tanti guai, Catastrofe a catena, In Treatment, Rabbit Hole
- Vittoria Febbi ne Le mille luci di New York, Cookie, Law & Order - I due volti della giustizia, Mi chiamo Sam
- Aurora Cancian in Un mondo senza tempo, Guida per riconoscere i tuoi santi, Synecdoche, New York, Un anno da leoni
- Anna Rita Pasanisi in Innamorarsi, Poliziotti a domicilio, Le sorelle perfette
- Stefanella Marrama ne L'uomo che sussurrava ai cavalli, Il corriere - The Mule, Lasciali parlare
- Angiolina Quinterno in Hannah e le sue sorelle, Radio Days
- Germana Dominici in Amori & incantesimi, Passengers - Mistero ad alta quota
- Daniela Nobili in Ragazzi perduti
- Stefania Romagnoli in Edward mani di forbice
- Mirella Pace ne Il mio piccolo genio
- Rita Savagnone in Pallottole su Broadway
- Paila Pavese in Piume di struzzo
- Manuela Andrei in Funny Money - Come fare soldi senza lavorare
- Paola Piccinato in Law & Order - Unità vittime speciali (ep. 3x10)
- Lorenza Biella in Law & Order - Unità vittime speciali (ep. 4x01)
- Solvejg D'Assunta ne Il magico regno delle favole
- Caterina Rochira in Law & Order - Criminal Intent
- Silvana Sodo in Darling Companion
- Alessandra Korompay in Life in Pieces

Da doppiatrice è sostituita da:
- Alessandra Korompay in Robots
- Lorenza Biella ne Il drago di mio padre